# Oncocnemis terminalis
Oncocnemis terminalis là một loài bướm đêm trong họ Noctuidae.